# Thrixspermum remotiflorum
Thrixspermum remotiflorum är en orkidéart som beskrevs av Johannes Jacobus Smith. Thrixspermum remotiflorum ingår i släktet Thrixspermum och familjen orkidéer. Inga underarter finns listade i Catalogue of Life.